# Notre-Dame des Cyclistes

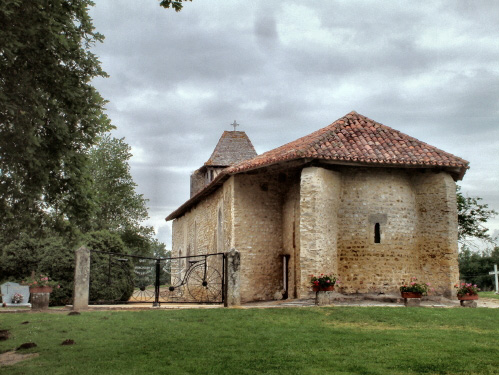
La Capilla Notre-Dame des Cyclistes

La antigua capilla de Géou (del francés: chapelle de Géou) se sitúa en la comuna de Labastide-d'Armagnac, en el departamento francés de Landas, en la región de Aquitania. Descuidada durante mucho tiempo, fue restaurada para convertirse el 18 de mayo de 1959 en el santuario Nuestra Señora de los Ciclistas (Notre-Dame des Cyclistes), que actualmente es un museo del ciclismo.
La capilla de Géou y sus alrededores son un sitio inscrito de  2,4 hectáreas por orden ministerial de 26 de marzo de 1980 en tanto que sitio de interés pintoresco. La capilla fue inscrita en la lista de monumentos históricos el 27 de febrero de 1996.
Este santuario tiene dos equivalentes: en España, el santuario Nuestra Señora de Dorleta, que está considerada como la patrona de los ciclistas españoles; y en Italia, la capilla Madonna del Ghisallo situada cerca del lago de Como, en la cumbre del cuello de Ghisallo (754 m).